# Lokichoggio Airport
Lokichoggio Airport är en flygplats i Kenya.   Den ligger i länet Turkana, i den nordvästra delen av landet, 700 km norr om huvudstaden Nairobi. Lokichoggio Airport ligger 640 meter över havet.
Terrängen runt Lokichoggio Airport är kuperad österut, men västerut är den platt. Runt Lokichoggio Airport är det ganska glesbefolkat, med 47 invånare per kvadratkilometer. Omgivningarna runt Lokichoggio Airport är en mosaik av jordbruksmark och naturlig växtlighet.